# Eriosyce engleri
Eriosyce engleri ist eine Pflanzenart in der Gattung Eriosyce aus der Familie der Kakteengewächse (Cactaceae). Das Artepitheton engleri ehrt den deutschen Botaniker Adolf Engler.

## Beschreibung
Eriosyce engleri wächst mit verlängerten Trieben und erreicht bei Durchmessern von 14 bis 18 Zentimeter Wuchshöhen von bis zu 30 Zentimeter.  Die Wurzeln sind faserig. Es sind 16 bis 20 Rippen vorhanden, die gekerbt sind. Die dicken, aufwärts gebogenen Dornen sind im unteren Teil der Triebe weißlich oder gelblich und im oberen braun bis schwarz. Die fünf bis acht Mitteldornen sind 4 bis 7 Zentimeter lang. Die zwölf bis 20 Randdornen sind kürzer als die Mitteldornen.
Die trichterförmigen Blüten sind hell zitronengelb und besitzen einen rötlichen Mittelstreifen. Sie sind 5 bis 6 Zentimeter lang und weisen einen Durchmesser von 4 bis 4,5 Zentimeter auf. Die Früchte sind rot.

## Verbreitung, Systematik und Gefährdung
Eriosyce engleri ist von Santiago de Chile bis in die chilenischen Region Valparaíso in hohen Berglagen verbreitet.
Die Erstbeschreibung als Horridocactus engleri erfolgte 1959 durch Friedrich Ritter. Fred Kattermann stellte die Art 1994 in die Gattung Eriosyce. Weitere nomenklatorische Synonyme sind Pyrrhocactus engleri (F.Ritter) F.Ritter (1959), Neoporteria engleri (F.Ritter) Donald & G.D.Rowley (1966) und Neoporteria curvispina var. engleri (F.Ritter) A.E.Hoffm. (1989).
In der Roten Liste gefährdeter Arten der IUCN wird die Art als „Least Concern (LC)“, d. h. als nicht gefährdet geführt.

## Nachweise